# Ceradenia bishopii
Ceradenia bishopii là một loài dương xỉ trong họ Polypodiaceae. Loài này được Stolze A.R. Sm. mô tả khoa học đầu tiên năm 1993.